# 奧澤里亞尼 (奧列夫斯克區)
51°14′20″N 28°1′52″E / 51.23889°N 28.03111°E
奧澤里亞尼（烏克蘭語：Озеряни），是烏克蘭北部的村莊，隸屬日托米爾州的科羅斯滕區。該村面積1.5平方公里，海拔高度197米，2001年人口341，人口密度每平方公里227.33人。